# Adelaide d'Olanda
Adelaide d'Olanda o Aleide d'Olanda; in olandese Aleid van Holland (prima del 1234 – Valenciennes, tra il 1º marzo e il 7 aprile 1284) è stata contessa consorte della Contea di Hainaut, dal 1246 al 1257, reggente della contea d'Olanda, per conto del nipote, Fiorenzo V, dal 1258 al 1263.

## Origine
Sia secondo il capitolo n° 66a della Chronologia Johannes de Beke che il paragrafo 7 della Genealogia Ducum Brabantiæ Heredum Franciæ, Adelaide era la figlia secondogenita o terzogenita (femmina primogenita) del quindicesimo (secondo gli Annales Egmundani, fu il tredicesimo) conte d'Olanda, Fiorenzo IV e di Matilde di Brabante, che, sempre secondo la Genealogia Ducum Brabantiæ Heredum Franciæ era la figlia femmina quartogenita del duca della Bassa Lorena, conte di Lovanio e primo duca di Brabante, Enrico I e di Matilde di Boulogne, che era faglia del conte di Boulogne, Matteo di Lorena, come conferma la Flandria Generosa (Continuatio Bruxellensis), che precisa che era la figlia femmina secondogenita ed era figlia della contessa di Boulogne, Maria, che secondo il cronista e monaco benedettino inglese, Matteo di Parigi, nel suo Matthæi Parisiensis, Monachi Sancti Albani, Chronica Majora, Vol. II era la figlia del re d'Inghilterra, Stefano di Blois e di Matilde di Boulogne.
Fiorenzo IV d'Olanda, secondo il capitolo n° 61 della Chronologia Johannes de Beke, era il figlio maschio primogenito del quattordicesimo (secondo gli Annales Egmundani, fu il dodicesimo) Conte d'Olanda, Guglielmo I e della sua prima moglie, Adelaide di Gheldria (1186 circa - 1218), che secondo le Gesta Episcopum Traiectensium era figlia del conte di Gheldria, Ottone I, che era stato compagno d'arme di Guglielmo I in Terra santa e di Riccarda di Baviera (1173-1231), che, come risulta dalla Genealogia Ottonis II Ducis Bavariæ et Agnetis Ducissæ era la moglie di Ottone I di Gheldria (Otto comes de Gelre) ed era la quarta figlia femmina del duca di Baviera, Ottone I.
Il nonno materno, Enrico I di Brabante era figlio del duca della Bassa Lorena, Goffredo III di Lovanio e di Margherita di Limburgo, figlia di Enrico II, conte d'Arlon e duca di Limburgo e della moglie, Matilde di Saffenberg, erede di Rodi.

## Biografia

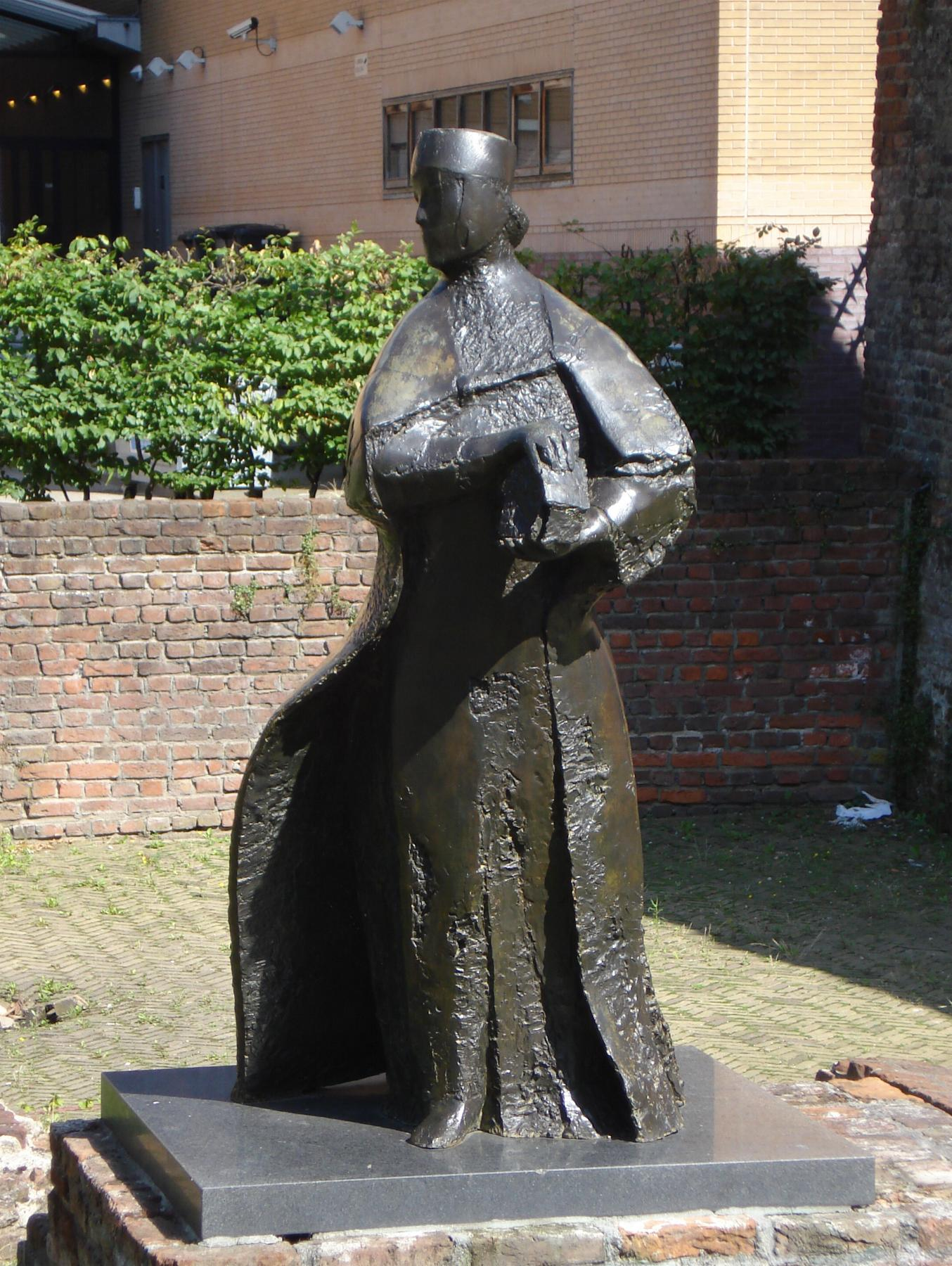
Statua di "Lady Aleida" di Theresia Van der Pant, a Schiedam (Paesi Bassi).

I suoi genitori furono fidanzati nel 1214, quando suo padre, Fiorenzo, aveva circa quattro anni, mentre sua madre, Matilde, ne aveva circa quattordici ed era già vedova del suo primo marito (secondo la Oude Kronik van Brabant, non consultata, nel 1212, aveva sposato Enrico VI, conte palatino del Reno, morto avvelenato, nel 1214, e, che, secondo il Chronicon Sancti Michaelis Luneburgensis, era figlio del conte palatino del Reno, Enrico I di Brunswick e della prima moglie, Agnese Hohenstaufen, figlia di Corrado Hohenstaufen, fratellastro del re di Germania e imperatore del Sacro Romano Impero, Federico Barbarossa.
Nel 1233, suo zio, Ottone d'Olanda, secondo il Kronijk van Arent toe Bocop, divenne il trentaseiesimo vescovo di Utrecht.
Il 19 luglio 1234, suo padre, Fiorenzo fu ucciso durante un torneo a Corbie in Francia. Secondo il capitolo n° 69b della Chronologia Johannes de Beke, Fiorenzo, durante il torneo, per le galanterie rivolte a Matilde di Dammartin, la moglie del conte di Clermont-en-Beauvaisis, Filippo Hurepel di Clermont (figlio del re di Francia Filippo II Augusto e della sua terza sposa Agnese di Merania e fratellastro di Luigi, futuro Luigi VIII di Francia), ne aveva suscitato un'ira feroce e prontamente gli aveva scatenato contro i suoi armigeri francesi e, mentre Fiorenzo cercava di resistere agli attacchi, il conte di Clermont lo colpì con violenza uccidendolo. Pare che vi fu la reazione degli armigeri germanici e il conte di Kleve, Teodorico V, uccise Filippo, conte di Clermont, vendicando Fiorenzo. Il corpo di Fiorenzo fu trasportato in Olanda e sepolto nell'abbazia di Rijnsburg.
A Fiorenzo, Secondo il capitolo n° 70a della Chronologia Johannes de Beke, succedette il figlio primogenito, Guglielmo, come Guglielmo II, conte d'Olanda, sotto la tutela dello zio Ottone, vescovo di Utrecht, mentre la reggenza veniva esercitata dall'altro zio, Guglielmo d'Olanda, come ci viene anche confermato dal documento n° 566 dell'Oorkondenboek Holland, datato 1235, in cui Guglielmo viene definito tutore dell'Olanda(Wilhelmus tutor Hollandiæ).
Dopo la morte di Guglielmo la reggenza passò ad Ottone.
Adelaide o Aleide la troviamo citata nel documento n° 650, datato settembre 1244, dell'Oorkondenboek Holland, inerente ad una donazione fatta da lei assieme alla madre, Matilde di Brabante e alla sorella, Margherita, all'Abbazia di Affligem.
Nel 1246, il fratello Guglielmo la diede in sposa al conte di Hainaut Giovanni d'Avesnes (1218 - 1257), come ci viene confermato dal paragrafo 7 della Genealogia Ducum Brabantiæ Heredum Franciæ. Giovanni d'Avesnes, secondo la Genealogica Comitum Flandriæ Bertiniana, Continuatio Leidensis et Divionensis era il figlio primogenito di Boucardo IV d'Avesnes, signore d'Etroen, Balivo di Hainaut e Canonico della Collégiale Saint-Pierre di Lilla e di Margherita II delle Fiandre (2 giugno 1202-10 febbraio 1280), che, sempre secondo la Genealogica Comitum Flandriæ Bertiniana, Continuatio Leidensis et Divionensis era la figlia ultimogenita (secondogenita) di Baldovino I di Costantinopoli (Valenciennes, luglio 1171 – Veliko Tărnovo, 1205), Conte di Fiandra e di Hainaut e della moglie (come ci conferma la Flandria Generosa, Continuatio Gislenensis)), Maria di Champagne (1174 circa-9 agosto 1204).

Questo matrimonio, secondo l'Online Dictionary of Dutch Women, Aleid van Holland (before 1234-1284), fu una mossa strategica di suo fratello, Guglielmo II, per rafforzare la lega antifiamminga di Olanda e Brabante unendosi all'Hainaut, in quanto Giovanni d'Avesnes era figlio di primo letto di Margherita, che fu costretta a separarsi dal marito, causa scomunica, e a risposarsi con Guglielmo II di Dampierre, da cui ebbe figli di secondo letto e, quando, nel 1244, Margherita divenne contessa sia di Fiandre che di Hainaut, i figli di primo letto e quelli di secondo letto entrarono in competizione e, nel 1246, fu deciso che l'Hainaut andasse a Giovanni d'Avesnes, mentre le Fiandre andarono a Guglielmo di Dampierre.
Suo fratello Guglielmo, il 3 ottobre 1247, fu eletto re di Germania.
Dopo questa elezione, le relazioni tra la contea d'Olanda e la contea delle Fiandre peggiorarono, soprattutto, dopo che Guido di Dampierre, nel 1251, era succeduto al fratello Guglielmo di Dampierre; infatti nella guerra tra Guido e il fratellastro Giovanni d'Avesnes, Guglielmo II si schierò, col marito di Adelaide, il cognato Giovanni; secondo il The Formation of the German College of Electors in the mid-Thirteenth Century (non consultato), Guido di Dampierre, nel 1253 invase l'Olanda e occupò l'isola di Walcheren, in Zelanda, il fratello di Adelaide e Guglielmo II, Fiorenzo, lo affrontò e, nel mese di luglio, lo sconfisse a Westkappel, catturando la flotta fiamminga e facendo numerosi prigionieri, tra cui Guido di Dampierre e suo fratello Giovanni.
Dopo la morte del fratello Guglielmo II (avvenuta per opera di alcuni Frisoni, dopo che era caduto da cavallo), nel 1256, suo fratello, Fiorenzo, esercitò la reggenza, per conto del nipote, Fiorenzo V.
Dopo la morte di Guglielmo II, i rapporti con la contea di Fiandra si normalizzarono, tanto che, dopo che erano stati risarciti i danni della guerra in Zelanda, secondo gli Annales Blandinienses, Fiorenzo liberò i fratelli Dampierre e si fidanzò con una delle figlie di Guido, di nome Margherita, dopo che era stato riconosciuto che la Zelanda apparteneva alla contea d'Olanda. Il merito della rappacificazione era stato anche del re di Francia, Luigi IX, che, dopo essere rientrato in Francia, alla fine dell'estate del 1254, reduce dalla Settima crociata, si adoperò per mettere fine alla guerra Fiandre-Hainaut, che coinvolgeva anche suo fratello, il conte di Provenza, Carlo I d'Angiò. Con il lodo arbitrale di Peronne, del settembre 1256, suo marito, Giovanni d'Avesnes ottenne definitivamente la contea di Hainaut, ma si riconobbe vassallo di Carlo I d'Angiò.
Dopo essere rimasta vedova, nel 1257, Adelaide, assieme ai suoi sette figli rientrò in Olanda e, dopo la morte di suo fratello, Fiorenzo, nel 1258, Adelaide, affiancata dalla madre, Matilde, gli subentrò nella reggenza della contea per conto del nipote, Fiorenzo V; contro questa reggenza si mobilitarono diversi nobili che non vedevano di buon occhio che la famiglia d'Avesnes comandasse in Olanda e, dopo qualche anno, si rivolsero al conte di Gheldria, Ottone II, che intervenne e decise di usare la forza per ottenere la custodia del bambino. Ottone catturò Dordrecht, costringendo Aleide e Fiorenzo V a ritirarsi in Zelanda, ma dopo essere stata sconfitta in battaglia, il 22 gennaio 1263, fu deposta da reggente e gli fu anche sottratta la sua eredità di vedova.
Ottone mantenne la carica fino al 1266.
Adelaide fu molto attiva nella fondazione di opere religiose e monasteri, tra cui il monastero cistercense a Loosduinen e quello delle Beghine a Schiedam.
Il documento n° 1580, datato 18 ottobre 1211, dell'Oorkondenboek Holland, Adelaide, con l'approvazione del nipote, Fiorezo V,, lasciò, per via testamentaria, tutti i beni di sua pertinenza ad abbazie, monasteri e istituti religiosi.
Dopo che il nipote, Fiorezo V, ormai maggiorenne, aveva assunto il governo della contea, Adelaide gli era tornata accanto, cercando di influenzarlo e cercando di favorire i suoi figli, che raggiunsero troppo potere. Per questo, Adelaide e tutti gli Avesnes, nel 1277, furono esiliati dall'Olanda, a cui seguì una riconciliazione, cinque anni dopo.
Adelaide morì nel 1284, e fu sepolta accanto al marito Giovanni nel monastero domenicano di Valenciennes.

## Figli
Adelaide a Giovanni diede sette figli:
- Giovanni (1247 - 1304), conte di Hainaut e d'Olanda (come ci conferma il capitolo n° 78a della Chronologia Johannes de Beke[37])
- Baldovino (dopo il 1247 - dopo il 1299[36])
- Giovanna ( † 1304), badessa di Flines[23][36]
- Bouchard[35] (26 maggio 1251-29 novembre 1296), vescovo di Metz, come ci confermano le Gesta Episcoporum Mettensium Continuatio tertia, che confermano anche la data di morte[38]
- Guido[37] (1253 - 1317), vescovo di Utrecht, dal 1301 alla sua morte come ci conferma il Kronijk van Arent toe Bocop, Codex Diplomaticus Neerlandicus[39]
- Guglielmo (1254 - 1296), vescovo di Cambrai[23][36]
- Fiorenzo (1255 - 1297), governatore della Zelanda e, sposando Isabella di Villehardouin, divenne Principe d'Acaia, come conferma Le livre de la conqueste de la princée de la Morée[40].

## Ascendenza
|                             |                                |                               | Genitori                      |  |  | Nonni |  |  | Bisnonni                     |  |  | Trisnonni                    |  |
|                             |                                |                               |                               |  |  |       |  |  | Fiorenzo III, conte d'Olanda |  |  | Teodorico VI, conte d'Olanda |  |
|                             |                                |                               |                               |  |  |       |  |  | Fiorenzo III, conte d'Olanda |  |  | Teodorico VI, conte d'Olanda |  |
|                             |                                | Sofia di Rheineck             |                               |  |  |       |  |  | Fiorenzo III, conte d'Olanda |  |  |                              |  |
| Guglielmo I, conte d'Olanda |                                |                               |                               |  |  |       |  |  | Fiorenzo III, conte d'Olanda |  |  |                              |  |
|                             |                                | Ada di Scozia                 | Enrico di Scozia              |  |  |       |  |  |                              |  |  |                              |  |
|                             |                                | Ada di Scozia                 | Enrico di Scozia              |  |  |       |  |  |                              |  |  |                              |  |
|                             |                                | Ada di Scozia                 | Ada di Warenne                |  |  |       |  |  |                              |  |  |                              |  |
| Fiorenzo IV, conte d'Olanda |                                | Ada di Scozia                 |                               |  |  |       |  |  |                              |  |  |                              |  |
|                             |                                | Ottone I, conte di Gheldria   | Enrico I, conte di Gheldria   |  |  |       |  |  |                              |  |  |                              |  |
|                             |                                | Ottone I, conte di Gheldria   | Enrico I, conte di Gheldria   |  |  |       |  |  |                              |  |  |                              |  |
|                             |                                | Ottone I, conte di Gheldria   | Agnese d'Arnstein             |  |  |       |  |  |                              |  |  |                              |  |
| Adelaide di Gheldria        |                                | Ottone I, conte di Gheldria   |                               |  |  |       |  |  |                              |  |  |                              |  |
|                             |                                | Riccarda di Baviera           | Ottone I, duca di Baviera     |  |  |       |  |  |                              |  |  |                              |  |
|                             |                                | Riccarda di Baviera           | Ottone I, duca di Baviera     |  |  |       |  |  |                              |  |  |                              |  |
|                             |                                | Riccarda di Baviera           | Agnese di Loon                |  |  |       |  |  |                              |  |  |                              |  |
| Adelaide d'Olanda           |                                | Riccarda di Baviera           |                               |  |  |       |  |  |                              |  |  |                              |  |
|                             | Goffredo III, duca di Brabante | Goffredo II, duca di Brabante |                               |  |  |       |  |  |                              |  |  |                              |  |
|                             | Goffredo III, duca di Brabante | Goffredo II, duca di Brabante |                               |  |  |       |  |  |                              |  |  |                              |  |
|                             | Goffredo III, duca di Brabante | Luitgarda di Sulzbach         |                               |  |  |       |  |  |                              |  |  |                              |  |
| Enrico I, duca di Brabante  | Goffredo III, duca di Brabante |                               |                               |  |  |       |  |  |                              |  |  |                              |  |
|                             |                                | Margherita di Limburgo        | Enrico II, duca di Limburgo   |  |  |       |  |  |                              |  |  |                              |  |
|                             |                                | Margherita di Limburgo        | Enrico II, duca di Limburgo   |  |  |       |  |  |                              |  |  |                              |  |
|                             |                                | Margherita di Limburgo        | Matilde di Saffenberg         |  |  |       |  |  |                              |  |  |                              |  |
| Matilde di Brabante         |                                | Margherita di Limburgo        |                               |  |  |       |  |  |                              |  |  |                              |  |
|                             |                                | Matteo di Lorena              | Teodorico, conte di Fiandra   |  |  |       |  |  |                              |  |  |                              |  |
|                             |                                | Matteo di Lorena              | Teodorico, conte di Fiandra   |  |  |       |  |  |                              |  |  |                              |  |
|                             |                                | Matteo di Lorena              | Sibilla d'Angiò               |  |  |       |  |  |                              |  |  |                              |  |
| Matilde di Lorena           |                                | Matteo di Lorena              |                               |  |  |       |  |  |                              |  |  |                              |  |
|                             |                                | Maria, contessa di Boulogne   | Stefano, re d'Inghilterra     |  |  |       |  |  |                              |  |  |                              |  |
|                             |                                | Maria, contessa di Boulogne   | Stefano, re d'Inghilterra     |  |  |       |  |  |                              |  |  |                              |  |
|                             |                                | Maria, contessa di Boulogne   | Matilde, contessa di Boulogne |  |  |       |  |  |                              |  |  |                              |  |
|                             |                                | Maria, contessa di Boulogne   |                               |  |  |       |  |  |                              |  |  |                              |  |

### Fonti primarie
- (LA) Matthæi Parisiensis, Monachi Sancti Albani, Chronica Majora (“MP”), Vol. II..
- (LA) Monumenta Germaniae Historica, Scriptores, tomus V. URL consultato il 1º marzo 2020 (archiviato dall'url originale il 23 settembre 2015)..
- (LA) Monumenta Germaniae Historica, Scriptores, tomus IX. URL consultato il 1º marzo 2020 (archiviato dall'url originale il 13 giugno 2018)..
- (LA) Monumenta Germaniae Historica, Scriptores, tomus X. URL consultato il 30 marzo 2020 (archiviato dall'url originale il 10 luglio 2015)..
- (LA) Monumenta Germaniae Historica, Scriptores, tomus XVI. URL consultato il 1º marzo 2020 (archiviato dall'url originale il 26 agosto 2014)..
- (LA) Monumenta Germaniae Historica, Scriptores, tomus XVII. URL consultato il 1º marzo 2020 (archiviato dall'url originale il 23 settembre 2015)..
- (LA) Monumenta Germaniae Historica, Scriptores, tomus XXIII. URL consultato il 1º marzo 2020 (archiviato dall'url originale il 29 maggio 2014)..
- (LA) Monumenta Germaniae Historica, Scriptores, tomus XXV. URL consultato il 1º marzo 2020 (archiviato dall'url originale il 25 febbraio 2015)..
- (LA) Chronologia Johannes de Bek..
- (LA) Oorkondenboek Holland..
- (NL)   Codex Diplomaticus Neerlandicus..

### Letteratura storiografica
- (NL) Willem Procurator, Kroniek, Hilversum, Uitgeverij Verloren, 2001, ISBN 978-90-6550-662-7.
- Austin Lane Poole, La Germania sotto il regno di Federico II, cap. III, vol. V (Il trionfo del papato e lo sviluppo comunale) della Storia del Mondo Medievale, 1999, pp. 94–127.
- Austin Lane Poole, "L'interregno in Germania", cap. IV, vol. V (Il trionfo del papato e lo sviluppo comunale) della Storia del mondo medievale, 1999, pp. 128–152
- C:W: Previté-Orton, L'Italia nella seconda metà del XIII secolo, cap. VI, vol. V (Il trionfo del papato e lo sviluppo comunale) della Storia del Mondo Medievale, 1999, pp. 198–244.
- Charles Petit-Dutaillis, "Luigi IX il Santo", cap. XX, vol. V (Il trionfo del papato e lo sviluppo comunale) della Storia del mondo medievale, 1999, pp. 729–864
- (FR) Le livre de la conqueste de la princée de la Morée..